# Fortnum & Mason
Fortnum & Mason plc, znany też jako Fortnum’s – brytyjski luksusowy dom towarowy, zlokalizowany w Londynie, przy ulicy Piccadilly. Począwszy od 1863 roku przedsiębiorstwo otrzymywało liczne tytuły Royal Warrant of Appointment, przyznawane dostawcom dóbr i usług dla brytyjskiej rodziny królewskiej.
Fortnum & Mason został założony jako sklep spożywczy przez Williama Fortnuma i Hugh Masona w 1707 roku. W latach 30. XX wieku przedsiębiorstwo podjęło nieudaną próbę otwarcia domu towarowego w Nowym Jorku. Obecnie poza domem towarowym w Londynie, Fortnum & Mason posiada dwa obiekty handlowe w Japonii, otwarte w 2004 roku.
Podstawę asortymentu domu towarowego Fortnum & Mason stanowią luksusowe artykuły spożywcze, m.in. czekolada, herbata, kawa, wina oraz sery. Sklep słynie ze sprzedaży koszy wypełnionych produktami spożywczymi, przeznaczonymi na różne okazje (m.in. Boże Narodzenie czy pikniki), których ceny mogą sięgać 20 000 funtów.
Poza częścią handlową w domu towarowym znajduje się także pięć restauracji.